# Zoë Lund
Zoë Lund, nata Zoe Tamerlis (New York, 9 febbraio 1962 – Parigi, 16 aprile 1999), è stata un'attrice, sceneggiatrice e compositrice statunitense.

## Biografia
Di origini svedesi da parte di madre, Zoë assume il cognome materno quando esordisce nel mondo della "settima arte".
Dopo aver abbandonato la scuola, si dedica allo studio del piano e si appassiona alla composizione musicale; coltiva, allo stesso tempo, l'amore per il cinema.
A soli 18 anni, esordisce nel cult di Abel Ferrara L'angelo della vendetta.  Tre anni dopo, ottiene la parte della protagonista in Special Effects (1984), film horror diretto da Larry Cohen.  
Torna a collaborare con Ferrara scrivendo la sceneggiatura de Il cattivo tenente; nella pellicola, ha anche un piccolo ruolo. Stando ad una intervista, l'attrice sostiene che questo sia il film più personale a cui abbia mai partecipato; afferma, inoltre, di aver diretto alcune scene (non accreditate).
Successivamente, redige due nuove sceneggiature dedicate alle "star maledette" Gia Carangi e John Holmes che, però, rimarranno progetti incompiuti. Nel 1996 lavora alla prima stesura della sceneggiatura di New Rose Hotel. 

Muore a 37 anni per overdose. A tal riguardo, Abel Ferrara, in una intervista del 2012, commenta: 

## Filmografia

### Attrice
- L'angelo della vendetta, regia di Abel Ferrara (1981)
- Special Effects, regia di Larry Cohen (1984)
- Terrore in sala, regia di Andrew J. Kuehn (1984)
- Il cattivo tenente, regia di Abel Ferrara (1992)

### Sceneggiatrice
- Il cattivo tenente, regia di Abel Ferrara (1992)
- New Rose Hotel, regia di Abel Ferrara (1998) - non accreditata